# Josef Kun
Josef Kun (* 27. Februar 1931 in Homberg; † 27. Februar 2020 in Regensburg) war ein deutscher Bauunternehmer.
Durch Großprojekte im Zuge des Immobilienbooms der ausgehenden 1960er-Jahre, opulenten Lebensstil und die 1973 anschließende spektakuläre Insolvenz seines Firmenimperiums wurde er zum Inbegriff des Baulöwen.

## Leben
Der Bergmannssohn Kun war gelernter Maurer. Seine erste Baufirma gründete er 1952, verließ diese aber bereits wenig später mit einem Verlust von 100.000 Mark. Ein erstes Erfolgsprojekt war ein kreditfinanziertes Ausländerwohnheim für den Katholischen Siedlungsdienst Köln in Neukirchen-Vluyn.
1964 bewahrte er durch Übernahme einer Ziegelei die Düsseldorfer Baukreditbank vor Verlust; in der Folge wurden ihm durch diese überhöhte Kredite gewährt. Dank guter Vernetzung in die Lokalpolitik gelang es Kun, der Mitglied der SPD war, bis 1970 mit 3500 Beschäftigten zu Nordrhein-Westfalens größtem Bauunternehmer aufzusteigen. Die Kun-Gruppe realisierte in dieser Zeit Großwohnsiedlungen wie die Weißen Riesen in Duisburg-Hochheide. Kun besaß 40 Turnierpferde, die von dem Springreiter Gerd Wiltfang betreut wurden – Wiltfang wurde zu dieser Zeit bei Kun als Chauffeur geführt.

## Niedergang
1970 bestach Kun den Moerser Stadtdirektor Wilhelm Jansen mit einer halben Million Mark; beide wurden zu Haftstrafen verurteilt. 1971 wurde die Verwicklung niederrheinischer Stadtverwaltungen in die Spekulationsgeschäfte der Kun-Gruppe zum Gegenstand eines Untersuchungsausschusses des Landtags NRW.
Ende 1973 ging die Kun-Gruppe aufgrund von Überschuldung mit 680 Millionen Mark in Konkurs. Die finanzierende Baukreditbank wurde geschlossen.